# Цаканополи
Цаканополи (итал. Zaccanopoli) је насеље у Италији у округу Вибо Валенција, региону Калабрија.
Према процени из 2011. у насељу је живело 779 становника. Насеље се налази на надморској висини од 428 м.

## Становништво
Према резултатима пописа становништва 2011. у општини је живело 802 становника.
| 1931. | 1936. | 1951. | 1961. | 1971. | 1981. | 1991. | 2001. | 2011. |
| ----- | ----- | ----- | ----- | ----- | ----- | ----- | ----- | ----- |
| 2.207 | 1.217 | 1.204 | 1.165 | 1.089 | 978   | 946   | 888   | 802   |